# Torso vom Belvedere

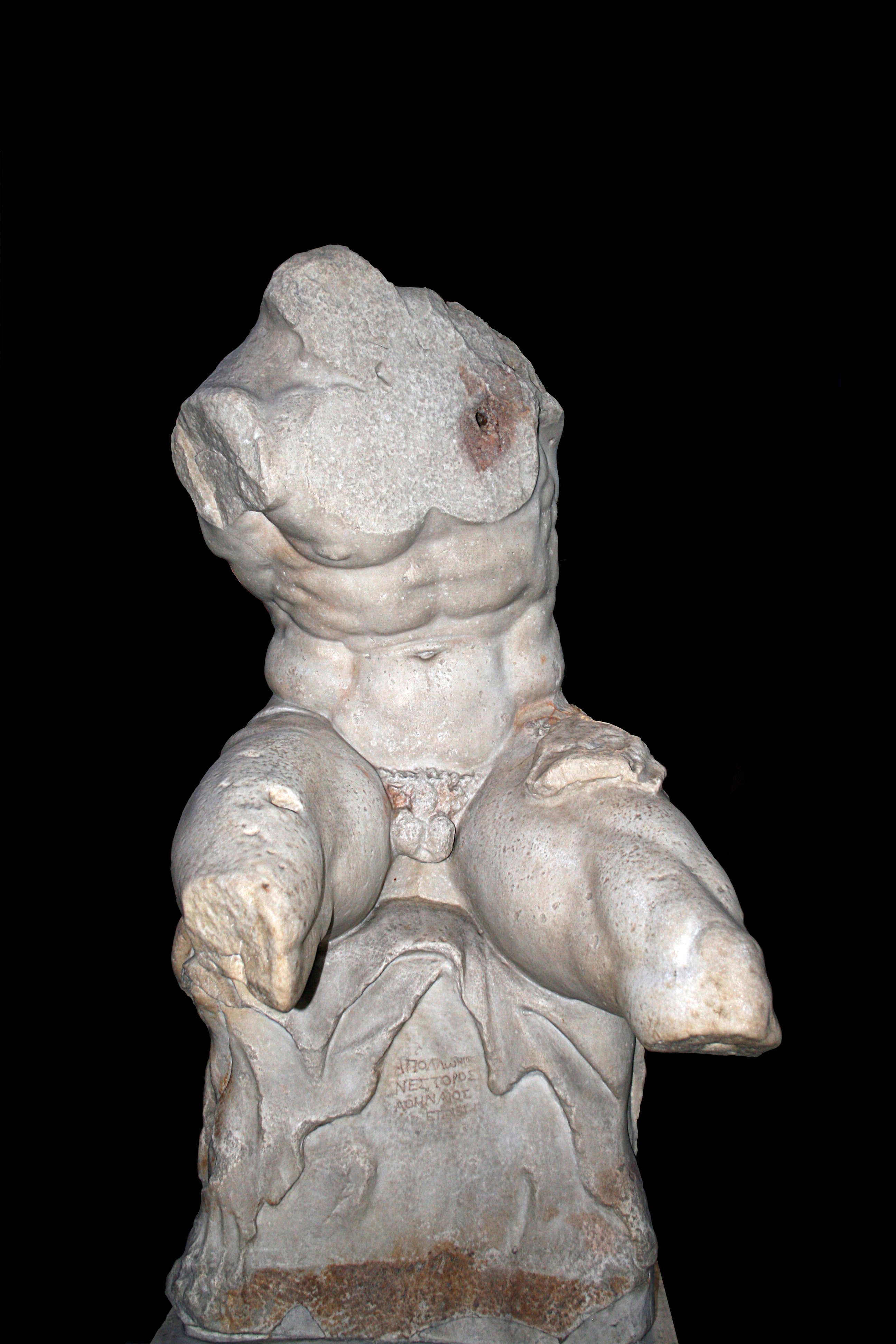
Der Torso vom Belvedere

Der Torso vom Belvedere ist das Fragment einer antiken Statue eines Sitzenden. Der wohl aus dem 1. Jahrhundert v. Chr. stammende Torso befindet sich unter der Inventarnummer 1192 in der Sala delle Muse des Museo Pio-Clementino in den Vatikanischen Museen.

## Geschichte

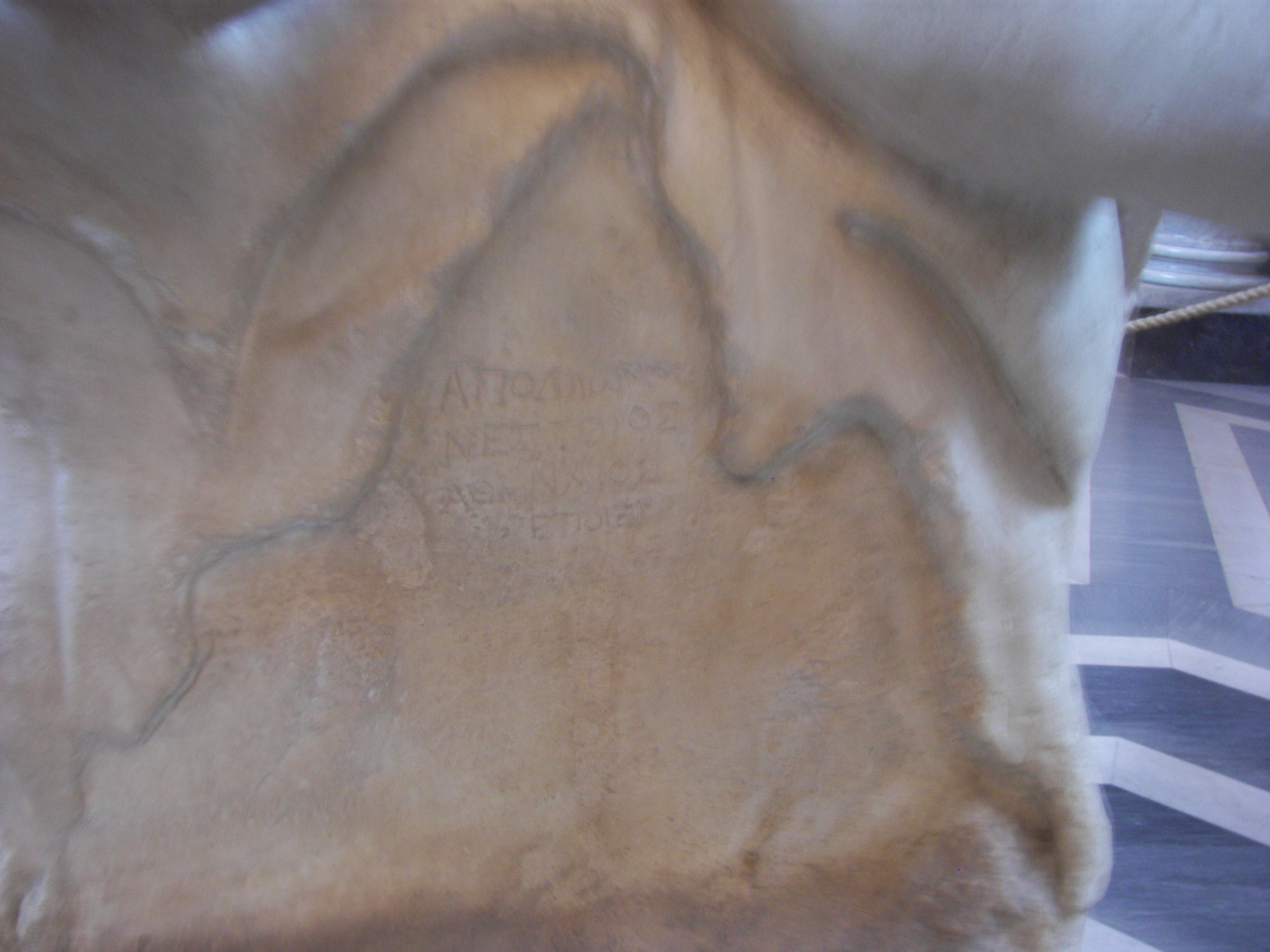
Signatur des Apollonios

Der Torso wurde von dem athenischen Bildhauer Apollonios von Athen geschaffen, der auch signiert hat. Dennoch ist nicht ausgeschlossen, dass es sich um eine römische Kopie nach einem älteren Kunstwerk handelt. Die Datierung schwankt zwischen 200 und 50 v. Chr.
Die Statue wurde vermutlich um 1420 auf einem Grundstück der Colonna gefunden. Zwischen 1432 und 1435 wurde der Torso erstmals erwähnt von Cyriacus von Ancona, der die Künstlersignatur in seine Inschriftensammlung aufnahm. Zu dieser Zeit befand sich der Torso im Besitz des Kardinals Prospero Colonna. Nach dessen Tod im Jahr 1463 kam das Stück in den Besitz des Bildhauers Andrea Bregno und war das wertvollste Objekt seiner Antikensammlung. Dort hat es um 1500 ein unter dem Pseudonym „Prospettivo Milanese“ schreibender und bislang nicht identifizierter Autor gesehen. Im Rahmen seiner in Terzinen verfassten und nur in einem einzigen Inkunabelexemplar erhaltenen Beschreibung der Stadt Rom widmete er dem Torso die Strophe:

“Poscia in casa dun certo mastrandrea / ve vn nudo corpo senza braze collo / che mai visto non ho miglior diprea”

Michelangelo, der in seinen ersten Jahren in Rom eng mit Andrea Bregno befreundet war, dürfte diese Statue bei ihm gesehen haben. Zwischen 1530 und 1536 gelangte sie schließlich in das Vatikanische Museum. Nach seinem ursprünglichen Aufstellungsort, dem Belvedere-Hof des Vatikans, wurde der Torso schließlich benannt. Als Folge des Vertrags von Tolentino wurde der Torso von Napoleon Bonaparte konfisziert und nach Paris gebracht. Schließlich gelangte er nach dem Wiener Kongress unter der Leitung Antonio Canovas zurück in den Belvedere nach Rom. Seit 1973 wird er in der Sala delle Muse des Museo Pio-Clementino ausgestellt.
Seit seiner Wiederentdeckung hat er immer wieder hochrangige Künstler in seinen Bann gezogen, wie etwa Maarten van Heemskerck, Michelangelo, Peter Paul Rubens, Francisco de Goya, die von der ungebrochenen Ausdruckskraft der Skulptur gefangen waren. Daher spielt der Torso nicht nur für die Kunstgeschichte der Antike, sondern vor allem der Renaissance eine nicht unbedeutende Rolle.

## Beschreibung
Von der Statue sind nur noch der Rumpf und die Oberschenkel erhalten; Kopf, Arme und Unterschenkel sind verloren. Die Größe beträgt 1,59 Meter. Die Skulptur zeigt den Oberkörper eines in freier Natur sitzenden Mannes, der nur mit einem Pantherfell umschlungen ist, das seine Blößen nicht bedeckt. Der Oberkörper und die Beine lassen auf einen äußerst muskulösen Mann schließen, der sich in einer angespannten Lage befindet.

## Rezeption und Deutung
Ein großer Bewunderer der Statue war Michelangelo, der einer Legende zufolge es abgelehnt hat, den Auftrag von Papst Julius II. zu befolgen und den Torso zu vervollständigen. In der Wissenschaft wurden viele Versionen des ursprünglichen Aussehens der Statue diskutiert, um einen Anhaltspunkt für die Deutung zu erhalten. Lange Zeit wurde eine Darstellung des Herakles angenommen. Wichtig war jedoch die Erkenntnis, dass die Figur auf dem Fell eines Panthers und nicht dem eines Löwen sitzt, wie es für Herakles zu erwarten wäre. Danach wurde im Torso der verletzte Philoktet oder der sitzende griechische Held Aias kurz vor seinem Selbstmord gesehen. 1907 hatte jedoch schon Karol Hadaczek beobachtet, dass die antike Bohrung am Rücken des Torso der Halterung eines Satyrschwänzchens diente. Wenn diese Beobachtung, die Vinzenz Brinkmann 2012 bestätigte, zutrifft, müsste der Torso den Silen Marsyas kurz vor dessen Tod durch Häutung zeigen.

„Der erste Anblick wird dir vielleicht nichts als einen verunstalteten Stein entdecken; vermagst du aber in die Geheimnisse der Kunst einzudringen, so wirst du ein Wunder derselben erblicken, wenn du dieses Werk mit einem ruhigen Auge betrachtest.“